# Innwerk
Die Innwerk AG war ein bayerisches Elektrizitätsversorgungsunternehmen, das zuletzt zur österreichischen Verbund AG gehörte. 

## Geschichte
Das Unternehmen wurde am 27. April 1917 als Aktiengesellschaft unter der Firma Innwerk, Bayerische Aluminium AG mit einem Kapital von 13,2 Mio. Mark in München gegründet. Aktionäre waren ursprünglich das Deutsche Reich mit 4,0 Mio. Mark und das Königreich Bayern mit 1,2 Mio. Mark, sowie die Unternehmen Gebrüder Giulini GmbH mit 4,0 Mio. Mark, AEG mit 2,0 Mio. Mark und Siemens-Schuckertwerke GmbH mit 2,0 Mio. Mark. 1920 übernahm das Deutsche Reich aufgrund wirtschaftlicher Probleme die Anteile der beteiligten Unternehmen. Am 23. September 1918 fiel die Entscheidung, eine Wehranlage in Jettenbach mit dem linksseitigen Innkanal sowie ein Wasserkraftwerk in Töging am Inn zu errichten. Am 20. September 1920 wurde dann beschlossen, zusammen mit der Vereinigte Aluminium-Werke AG (VAW) die Aluminiumhütte in Töging zu errichten.
Nach der Gründung der VIAG am 7. März 1923 wurde das Innwerk eine Tochter der VIAG.
Am 10. Oktober 1924 lieferte das Kraftwerk in Töging erstmals Strom. Zum 1. Januar 1925 übernahm die VAW die Aluminiumhütte in Töging. Das Innwerk wurde damit zu einem reinen Elektrizitätsversorgungsunternehmen, die Firma Innwerk, Bayerische Aluminium AG wurde aber erst 1938 in Innwerk AG geändert.
Von 1935 bis 1938 errichtete das Innwerk die Wasserkraftwerke Gars, Teufelsbruck und Wasserburg. Zur Versorgung des neu gebauten VAW-Mattigwerks in Ranshofen mit Elektrizität erhielt es den Auftrag, die Kraftwerke Ering-Frauenstein (1939 bis 1942) und Egglfing-Obernberg (1941 bis 1944) am unteren Inn zu errichten.
Nach dem Zweiten Weltkrieg baute das Innwerk die Kraftwerke Neuötting (1948 bis 1951), Stammham (1953 bis 1955), Rosenheim (1957 bis 1960), Feldkirchen (1967 bis 1970) und Perach (1974 bis 1977).
Am 16. Oktober 1950 wurde durch einen Staatsvertrag zwischen Österreich und Bayern die Österreichisch-Bayerische Kraftwerke (ÖBK) mit dem Ziel gegründet, die Wasserkraftnutzung am unteren Inn weiter auszubauen. Zum Zeitpunkt der Gründung war die Innwerk AG mit 25 % an der ÖBK beteiligt, die anderen Anteilseigner waren die Verbund AG (50 %) sowie die Bayernwerk AG (25 %).
Im Auftrag der ÖBK errichtete das Innwerk die Staustufen Braunau-Simbach (1951 bis 1954), Schärding-Neuhaus (1959 bis 1961) und Passau-Ingling (1962 bis 1965).
Als der Freistaat Bayern 1994 seine mehrheitliche Beteiligung am Bayernwerk an die VIAG verkaufte, übernahm das Bayernwerk auch die Anteile der VIAG am Innwerk. Am 1. Januar 1996 wurden die Vermögensgegenstände des Innwerks in die Bayernwerk Wasserkraft AG eingegliedert. Im Zuge der Fusion von PreussenElektra und Bayernwerk entstand E.ON Energie. 
2009 verkaufte E.ON 13 Wasserkraftwerke auf Druck der EU-Kommission an den Verbund, die seitdem die Kraftwerke über die Verbund Innkraftwerke GmbH mit Sitz in Töging betreibt. 2013 wurden von E.ON 8 weitere Wasserkraftwerke an den Verbund verkauft. Die Innwerk AG besteht als Mantelgesellschaft ohne Anlagevermögen weiter.
EVN und Wien Energie erwarben je 13 % an der Verbund Innkraftwerke GmbH.